# Joaquín Jiménez Postigo
Joaquín Jiménez Postigo, noto semplicemente come Joaquín (Alcalá de Guadaíra, 18 aprile 1918 – 6 ottobre 2005), è stato un calciatore spagnolo, di ruolo difensore.

## Biografia
I suoi genitori erano mugnai e avevano un mulino sul fiume Guadaíra.
Era lo zio del calciatore Ángel Oliveros, che negli anni '60 e '70 giocò con Siviglia, Barcellona, Real Saragozza e Granada.

## Carriera
Mosse i primi passi calcisticamente in una squadra di Alcalá de Guadaíra chiamata Once Diablos.
A 16 anni, nella stagione 1934-1935, entrò a far parte del Real Betis. La squadra vinse la Liga, ma Joaquín fu impiegato soltanto in coppa.
Dopo una sola stagione, passò al Siviglia. Tuttavia, dal 1936 al 1939 il campionato fu interrotto a causa della guerra civile spagnola. Una volta riprese le attività calcistiche, Joaquín continuò a giocare con il Siviglia fino al 1951. Vinse la Liga anche con il Siviglia, nel 1945, diventando il primo e unico calciatore a trionfare in campionato con entrambe le squadre della città.

## Palmarès

### Competizioni nazionali
- Primera División spagnola: 2

Real Betis: 1934-1935
Siviglia:1945-1946
- Coppa del Generalissimo: 2

Siviglia: 1939, 1948